# Asqar Schumaghalijew

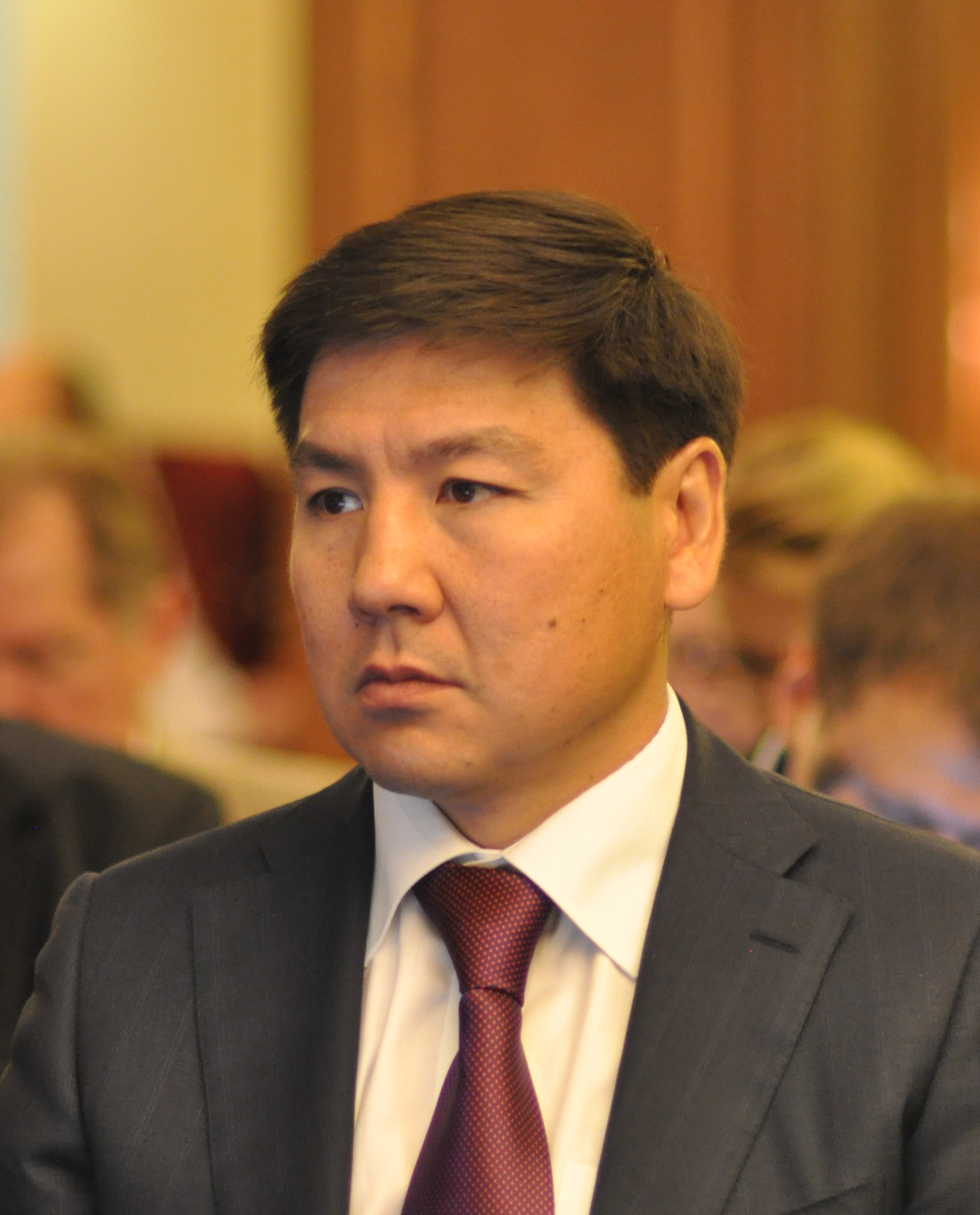
Asqar Schumaghalijew, 2011

Asqar Quanyschuly Schumaghalijew (kasachisch Асқар Қуанышұлы Жұмағалиев Asqar Quanyşūly Jūmağaliev, russisch Аскар Куанышевич Жумагалиев/Askar Kuanyschewitsch Schumagalijew; * 2. August 1972 in Akbulak, Oblast Orenburg, RSFSR) ist ein kasachischer Politiker und Geschäftsmann.

## Leben
Asqar Schumaghalijew wurde 1972 in Akbulak in der Oblast Orenburg geboren. Er absolvierte die Suworow-Militärschule im russischen Swerdlowsk und begann anschließend ein Studium an einer militärischen Hochschule in Charkiw, bevor er nach dem Zusammenbruch der Sowjetunion an der Kasachischen Nationalen Technischen Universität Almaty ein Studium aufnahm. Außerdem machte er einen zweiten Hochschulabschluss an der Kasachischen Universität für Geisteswissenschaften und Recht in Astana und verließ die École polytechnique fédérale de Lausanne mit einem Abschluss Executive Master in e-Governance.
Vor seinem Eintritt in den Staatsdienst war er von 1996 bis 1998 Direktor des kasachischen Satellitenbetreibers Zharyk. Im Januar 2001 war im Ministerium für Verkehr und Kommunikation der Republik Kasachstan beschäftigt und 2004 bis 2005 war er Stellvertretender Vorsitzender der Agentur für Informatisierung und Kommunikation.
Am 27. Januar 2006 wurde er Vorsitzender der Agentur für Informatisierung und Kommunikation. Diesen Posten behielt er bis zum 9. Oktober desselben Jahres. Danach wurde Schumaghalijew Vorstandsvorsitzender der KazakhTelecom.
Durch ein Dekret des Präsidenten Nursultan Nasarbajew wurde er am 12. März 2010 zum Minister des neu geschaffenen Kommunikations- und Informationsministeriums der Republik Kasachstan. Nach Auflösung dieses Ministeriums im Jahr 2012 wechselte er als Minister in das Ministerium für Verkehr und Kommunikation. Seit 2015 war er Chairman von Kazatomprom, dem staatlichen Uranbergbauunternehmen Kasachstans.
Am 29. Juli 2017 wurde er zum stellvertretenden Premierminister Kasachstans ernannt.

## Persönliches
Asqar Schumaghalijew ist verheiratet mit Ainur Mämi (* 1979), der Tochter von Qairat Mämi und hat mit ihr einen Sohn und eine Tochter.